# Parahybolasius fuscomaculatus
Parahybolasius fuscomaculatus là một loài bọ cánh cứng trong họ Cerambycidae.